# Fanny Horn Birkeland
Pour les articles homonymes, voir Horn, Birkeland et Welle.
Fanny Horn Birkeland, née Fanny Welle-Strand Horn le 8 mars 1988 à Oslo, est une biathlète norvégienne. 

## Carrière
Licenciée au club d'Oslo SSL, elle débute en Coupe du monde en décembre 2009 à Östersund. En décembre 2010, elle monte sur son premier podium en Coupe du monde avec le relais à Hochfilzen. Elle remporte deux victoires en relais dans cette même localité en 2011 et 2012. Lors des Championnats du monde, elle décroche sa première médaille internationale avec le bronze dans le relais féminin. Aux Jeux olympiques d'hiver de 2014, elle dispute une seule épreuve, le relais, et remporte la médaille de bronze en compagnie de Tora Berger, Ann Kristin Flatland et Tiril Eckhoff.
Le 16 janvier 2015, elle remporte sa seule victoire individuelle en Coupe du monde sur le sprint de Ruhpolding devant la rapide Darya Domracheva, toutes deux auteurs d'un sans faute au tir.
Le 11 mars 2016 à Oslo-Holmenkollen elle est sacrée au sein de l'équipe de Norvège championne du monde de relais féminin en compagnie de Synnøve Solemdal, Tiril Eckhoff et Marte Olsbu.
Après une dernière participation décevante aux mondiaux 2017 à Hochfilzen, elle décide de mettre un terme à sa carrière en fin de saison 2016-2017,.

## Vie privée
En 2015, elle se marie avec le biathlète Lars Helge Birkeland.

## Palmarès
| Épreuve / Édition           | Individuel | Sprint | Poursuite | Départ en masse | Relais                             | Relais mixte |
| Jeux olympiques 2014 Sotchi | —          | —      | —         | —               | Médaille d'argent, Jeux olympiques | —            |

Légende :
- : deuxième place, médaille d'argent
- : pas d'épreuve
- — : Non disputée par la biathlète

### Championnats du monde
| Mondiaux \ Épreuve   | Individuel | Sprint | Poursuite | Mass start | Relais                    | Relais mixte              |
| 2011 Khanty-Mansiïsk | 29e        | 24e    | 31e       | 29e        | 5e                        | —                         |
| 2012 Ruhpolding      | 33e        | —      | —         | —          | Médaille de bronze, monde | —                         |
| 2013 Nové Město      | 54e        | 35e    | 37e       | —          | —                         | —                         |
| 2015 Kontiolahti     | 41e        | 79e    | —         | —          | 5e                        | Médaille de bronze, monde |
| 2016 Holmenkollen    | 31e        | 42e    | 19e       | 9e         | Médaille d'or, monde      | —                         |
| 2017 Hochfilzen      | 63e        | 72e    | —         | —          | —                         | —                         |

Légende :
- : première place, médaille d'or
- : troisième place, médaille de bronze
- — : non disputée par la biathlète

### Coupe du monde
- Meilleur classement général : 27e en 2014.
- 1 podium individuel : 1 victoire.
- 10 podiums en relais : 5 victoires, 1 deuxième place et 4 troisièmes places.

#### Classements en Coupe du monde
| Saison    | Classement général final | Individuel | Sprint | Poursuite | Mass start |
| 2009-2010 | nc                       | nc         | nc     | nc        |            |
| 2010-2011 | 47e                      | 53e        | 37e    | 64e       | 48e        |
| 2011-2012 | 47e                      | 27e        | 49e    | 71e       | 49e        |
| 2012-2013 | 33e                      | nc         | 27e    | 22e       | 33e        |
| 2013-2014 | 27e                      | 60e        | 27e    | 19e       | 27e        |
| 2014-2015 | 29e                      | nc         | 23e    | 31e       | 28e        |
| 2015-2016 | 29e                      | 21e        | 37e    | 25e       | 34e        |
| 2016-2017 | 47e                      | nc         | 38e    | 51e       | 47e        |

#### Victoire en Coupe du monde
| Saison / Épreuve | Individuel | Sprint     | Poursuite | Mass start | Total |
| 2014-2015        |            | Ruhpolding |           |            | 1     |
| Total            | 0          | 1          | 0         | 0          | 1     |

### IBU Cup
- 2 podiums.